# Молочай широколистий
Молочай широколистий, молочай плосколистий (Euphorbia platyphyllos) — вид трав'янистих рослин з родини молочайні (Euphorbiaceae), поширений у Європі, Алжирі, Макаронезії, Туреччині, на Кавказі.

## Опис
Однорічна рослина 20–60 см. Головних променів суцвіття 3–5. Тригорішник 2.5–3 мм довжиною, 3(3.5) мм шириною, укритий напівкруглими, більшими виростами не на всій поверхні, голий або розсіяно-волосиста. Насіння 2 мм довжиною. Рослина до 80 см заввишки зі стрижневим коренем. Листя: черешок відсутній; пластина обернено ланцетна чи зворотнояйцеподібний, 20–50 × 5–10 мм, верхівка зазвичай гостра, зрідка тупа. Насіння темно-коричневе, яйцеподібне.

## Поширення
Поширений у Європі, Алжирі, Макаронезії, Туреччині, на Кавказі; інтродукований до Онтаріо (Канада), США, Аргентини, Чилі, Парагваю.
В Україні вид зростає на галявинах у лісах і на затінених засмічених місцях — у лісових і лісостепових районах та Криму.